# Lukiànovka (Krasnoarmeiski)
|  | Per a altres significats, vegeu «Lukiànovka». |

Lukiànovka (en rus: Лукьяновка) és un poble del krai de Primórie, a l'Extrem Orient de Rússia, que en el cens del 2010 tenia 355 habitants. Pertany al districte rural de Krasnoarmeiski.